# 2016年リオデジャネイロパラリンピックのクウェート選手団
2016年リオデジャネイロパラリンピックのクウェート選手団（2016ねんリオデジャネイロパラリンピックのクウェートせんしゅだん）は、2016年9月7日から9月18日までブラジルのリオデジャネイロで開催された2016年リオデジャネイロパラリンピッククウェート選手団の名簿。

## 選手団
- 人員: 選手 6人

## メダル獲得者
| メダル   | 名前                   | 競技     | 種目                  | 日付（現地） |
| -------- | ---------------------- | -------- | --------------------- | ------------ |
| 金メダル | アハマド・アルムタイリ | 陸上競技 | 男子100m T33 脳性麻痺 | 9/10         |

## 種目別選手・スタッフ名簿及び成績

### 陸上競技
- アハマド・アルムタイリ（男子100m T33 脳性麻痺）16秒61 大会新  金メダル
- ナセル・サレハ（男子100m T33 脳性麻痺）21秒22 自己ベスト 5位
- ハマド・アルアドワニ
  - （男子100m T53 車いす）15秒97 予選敗退
  - （男子400m T53 車いす）52秒97 予選敗退
  - （男子800m T52/53 車いす）1分50秒62、8位
- ムハンマド・ナセル（男子砲丸投げ F32 脳性麻痺）7.67m 7位
- アブドゥラ・アルサイフ（男子砲丸投げ F40 低身長症）6.75m 10位

### 射撃
- アティフ・アルドウサリ
  - （混合エアライフル立射 SH2 運動機能）124.9、6位
  - （混合エアライフル伏射 SH2 運動機能）146.5、5位